# Meningismo
Meningismo é a tríade de rigidez na nuca, fotofobia (intolerância ao brilho da luz) e dor de cabeça. É um sinal de irritação das meninges, como observado na meningite, hemorragia subaracnóidea e diversas outras doenças. 

## Sinais clínicos
- Rigidez da nuca — a incapacidade de flexionar a cabeça para frente devido à rigidez dos músculos do pescoço.

- Sinal de Brudzinski — o levantamento involuntário das pernas em irritação meníngea quando levantada a cabeça do paciente.

OBS => Sinal observável na meningite aguda. Verifica estiramento ou compressão nervosa. Coloca-se o paciente em decúbito dorsal, sobre uma superfície reta, com membros inferiores estendidos, apoia-se a região occipital do paciente com as mãos e faz-se flexão do pescoço, se ocorrer flexão involuntária da perna sobre a coxa e dessa sobre a bacia ao se tentar ante-fletir a cabeça, o sinal de Brudzinski será positivo.
- Sinal de Kernig — resistência e dor quando o joelho é estendido com o quadril totalmente flexionado. Os pacientes também podem apresentar espamo opistótono de todo o corpo que leva as pernas e cabeça a se dobrarem para trás, tornando o corpo arqueado para a frente.